# Christian Ehrhoff
Christian Ehrhoff, född 6 juli 1982 i Moers, Västtyskland, är en tysk professionell ishockeyspelare som spelar för Chicago Blackhawks i National Hockey League (NHL). Han har tidigare spelat för på NHL-nivå för San Jose Sharks, Vancouver Canucks, Buffalo Sabres, Pittsburgh Penguins och Los Angeles Kings och på lägre nivåer för Cleveland Barons och Ontario Reign i American Hockey League (AHL), Krefeld Pinguine i Deutsche Eishockey Liga (DEL) och EV Duisburg i Eishockey-Oberliga.
Ehrhoff draftades i fjärde rundan i 2001 års draft av San Jose Sharks som 106:e spelare totalt.
Han var med och tog OS-silver 2018.

## Statistik
| 1999–2000                 | Krefeld Pinguine          | DEL                       | 9   | 1  | 0   | 1   | 6   | 3  | 0 | 0  | 0  | 0  |
|                           | EV Duisburg               | Eishockey-Oberliga        | 41  | 3  | 12  | 15  | 50  | —  | — | —  | —  | —  |
| 2000–2001                 | Krefeld Pinguine          | DEL                       | 58  | 3  | 11  | 14  | 73  | —  | — | —  | —  | —  |
|                           | EV Duisburg               | Eishockey-Oberliga        | 6   | 1  | 2   | 3   | 12  | —  | — | —  | —  | —  |
| 2001–2002                 | Krefeld Pinguine          | DEL                       | 46  | 7  | 17  | 24  | 81  | 3  | 0 | 0  | 0  | 2  |
| 2002–2003                 | Krefeld Pinguine          | DEL                       | 48  | 10 | 17  | 27  | 54  | 14 | 3 | 6  | 9  | 24 |
| 2003–2004                 | San Jose Sharks           | NHL                       | 41  | 1  | 11  | 12  | 14  | —  | — | —  | —  | —  |
|                           | Cleveland Barons          | AHL                       | 27  | 4  | 10  | 14  | 43  | 9  | 2 | 6  | 8  | 11 |
| 2004–2005                 | Cleveland Barons          | AHL                       | 79  | 12 | 23  | 35  | 103 | —  | — | —  | —  | —  |
| 2005–2006                 | San Jose Sharks           | NHL                       | 64  | 5  | 18  | 23  | 32  | 11 | 2 | 6  | 8  | 18 |
| 2006–2007                 | San Jose Sharks           | NHL                       | 82  | 10 | 23  | 33  | 63  | 11 | 0 | 2  | 2  | 6  |
| 2007–2008                 | San Jose Sharks           | NHL                       | 77  | 1  | 21  | 22  | 72  | 10 | 0 | 5  | 5  | 14 |
| 2008–2009                 | San Jose Sharks           | NHL                       | 77  | 8  | 34  | 42  | 63  | 6  | 0 | 0  | 0  | 2  |
| 2009–2010                 | Vancouver Canucks         | NHL                       | 80  | 14 | 30  | 44  | 42  | 12 | 3 | 4  | 7  | 8  |
| 2010–2011                 | Vancouver Canucks         | NHL                       | 79  | 14 | 36  | 50  | 52  | 23 | 2 | 10 | 12 | 16 |
| 2011–2012                 | Buffalo Sabres            | NHL                       | 66  | 5  | 27  | 32  | 47  | —  | — | —  | —  | —  |
| 2012–2013                 | Buffalo Sabres            | NHL                       | 47  | 5  | 17  | 22  | 34  | —  | — | —  | —  | —  |
|                           | Krefeld Pinguine          | DEL                       | 32  | 8  | 18  | 26  | 52  | —  | — | —  | —  | —  |
| 2013–2014                 | Buffalo Sabres            | NHL                       | 79  | 6  | 27  | 33  | 38  | —  | — | —  | —  | —  |
| 2014–2015                 | Pittsburgh Penguins       | NHL                       | 49  | 3  | 11  | 14  | 26  | 5  | 0 | 0  | 0  | 0  |
| 2015–2016                 | Los Angeles Kings         | NHL                       | 40  | 2  | 9   | 11  | 32  | —  | — | —  | —  | —  |
|                           | Ontario Reign             | AHL                       | 5   | 0  | 3   | 3   | 8   | —  | — | —  | —  | —  |
|                           | Chicago Blackhawks        | NHL                       | 8   | 0  | 2   | 2   | 2   | —  | — | —  | —  | —  |
| NHL totalt                | NHL totalt                | NHL totalt                | 789 | 74 | 266 | 340 | 517 | 73 | 7 | 27 | 34 | 64 |
| AHL totalt                | AHL totalt                | AHL totalt                | 111 | 16 | 36  | 52  | 154 | 9  | 2 | 6  | 8  | 11 |
| DEL totalt                | DEL totalt                | DEL totalt                | 193 | 29 | 63  | 92  | 266 | 20 | 3 | 6  | 9  | 26 |
| Eishockey-Oberliga totalt | Eishockey-Oberliga totalt | Eishockey-Oberliga totalt | 47  | 4  | 14  | 18  | 62  | —  | — | —  | —  | —  |